# Stazione di Senigallia
Stazione di Senigallia vasútállomás Olaszországban, Marche régióban, Senigallia településen.

## Vasútvonalak
Az állomást az alábbi vasútvonalak érintik:
- Bologna–Ancona-vasútvonal

## Kapcsolódó állomások
A vasútállomáshoz az alábbi állomások vannak a legközelebb: 
- Stazione di Marzocca
- Stazione di Marotta-Mondolfo